# ميمونة خليفة الصباح
ميمونة خليفة الصباح ، (1944-) هي كاتبة تاريخ كويتية، ومسؤولةٌ في عدة مؤسسات كويتية حكومية وأهلية، وشيخة من آل صباح.

## حياتها
ميمونة بنت خليفة بن عذبي بن محمد بن صباح الصباح، وأخوها علي الخليفة العذبي الصباح. حصلت على شهادة ماجستير،  لأطروحتها المسماة: العلاقات الكويتية النجدية في الفترة (1896-1929م)، وشهادة دكتوراة لأطروحتها: العلاقات الكويتية البريطانية في الفترة (1922-1961م).
عملت ميمونة في التدريس بكلية آداب جامعة الكويت منذ سنة 1984 حتى سنة 1989م، ثم أستاذة مساعدة في نفس الكلية منذ سنة 1989 حتى سنة 1996، ثم استاذة منذ 1996.

## عضويات علمية
- مشرف عام الأرشيف التاريخي الكويتي في جامعة الكويت.
- رئيسة الجمعية التاريخية الكويتية.
- رئيسة جمعية المواطنة والتنمية.
- عضوه وباحثة في مركز الوثائق التاريخية في الديوان الأميري، دولة الكويت.
- مستشارة في جهاز الدراسات والبحوث التابع لحضرة صاحب السمو أمير البلاد، الديوان الأميري، دولة الكويت.
- عضوة مجلس إدارة في مركز البحوث والدراسات الكويتية.
- رئيسة تحرير مجلة دراسات الخليج والجزيرة العربية في الفترة من 1991 – 1997.
- عضوه هيئة تحرير مجلة دراسات الخليج والجزيرة العربية – مجلس النشر العلمي – جامعة الكويت.
- عضوه مجلس أمناء مركز البحوث العربية – دولة الكويت.
- عضوه في برنامج الخليج لدعم منظمات الأمم المتحدة الإنمائية.
- عضوه مجلس أمناء اتحاد المؤرخين العرب – جمهورية مصر العربية.
- نائبة رئيسة الاتحاد الكويتي للجمعيات النسائية (في الفترة بين: 1992 إلى 2013).
- عضوه مجلس أمناء الشبكة العربية للمنظمات الأهلية.
- عضوه في الأمانة العامة لمراكز الوثائق والدراسات في دول مجلس التعاون لدول الخليج العربية.
- ممثلة الكويت في الشبكة العربية للمنظمات الأهلية ونائبة رئيس مجلس الأمناء فيها.
- عضو مجلس إدارة المجلس العربي للطفولة.
- عضو مجلس إدارة الصندوق المالي والاجتماعي للأسرة الحاكمة (أسرة آل الصباح).
- عضو مجلس إدارة الصندوق الوقفي للتنمية العلمية والاجتماعية.
- ممثلة الكويت في لجنة تنسيق العمل النسائي الخليجي، والأمينة العامة للشئون الخارجية فيها.
- ممثلة الكويت في منظمة سفكس العالمية.
- رئيس مجلس الإدارة والمدير العام لمعهد الخليج للدراسات الاستراتيجية والتكنولوجية.[3]

## كتبها
- الكويت في الاتفاقية الإنجليزية التركية – سلسة إصدارات معهد البحوث والدراسات العربية – جامعة الدول العربية – رقم 54 – 1992م.
- العدوان العراقي على الكويت بين الإدعاءات والممارسات – مؤسسة الكويت للتقدم العلمي – الكويت 1994م.
- الكويت حضارة وتاريخ – المجلد الأول – الطبعة الثانية – الكويت 1414 هجري / 1998م.
- الكويت في ظل الحماية البريطانية – الطبعة الثانية – الكويت 1414 هجري / 1998م.
- تاريخ الأطماع العراقية.
- مشكلة الحدود الكويتية العراقية بين الدولتين البريطانية والعثمانية.
- المسألة الكويتية ثمرة الصراع الدولي (كان بحثاً ثم كتاباً)
- نجاح الشيخ أحمد الجابر الصباح في الاستفادة من التنافس البريطاني الأمريكي حول امتيازات البترول في بلاده.
- اليوبيل الفضي لصاحب السمو أمير البلاد وسمو ولي العهد.
- موسوعة وثائق الحدود الكويتية العراقية / الجزء الأول.
- مبارك الأول وأبناؤه مساهماتهم في خدمة الوطن / حوليات المؤرخ المصري / يناير 2014م/1435هـ.